# Industry (California)
Industry è una città situata nella contea di Los Angeles, in California (Stati Uniti d'America). Secondo il censimento del 2000 la città aveva una popolazione di 777 abitanti.
Nacque il 18 giugno 1957 per evitare che le città vicine annettessero zone industriali per aumentare le rendite fiscali. La città di Industry non ha invece tasse sulle imprese e le sue entrate fiscali sono unicamente quelle legate alla vendita al dettaglio ed alla distribuzione al dettaglio di servizi (ad esempio nel settore alberghiero).
I quartieri generali di Hot Topic, Newegg.com, Emtek Products ed Engineering Model Associates/Plastruct sono fra quelli che hanno sede ad Industry.
La città ospita inoltre l'Homestead Museum.